# Jonas Deichmann
Jonas Deichmann (ur. 15 kwietnia 1987 w Stuttgarcie) – niemiecki podróżnik, awanturnik, autor książk i mówca motywacyjny. Znany pod pseudonimem "German Forest Gump" (Niemiecki Forest Gump). 

## Filmografia

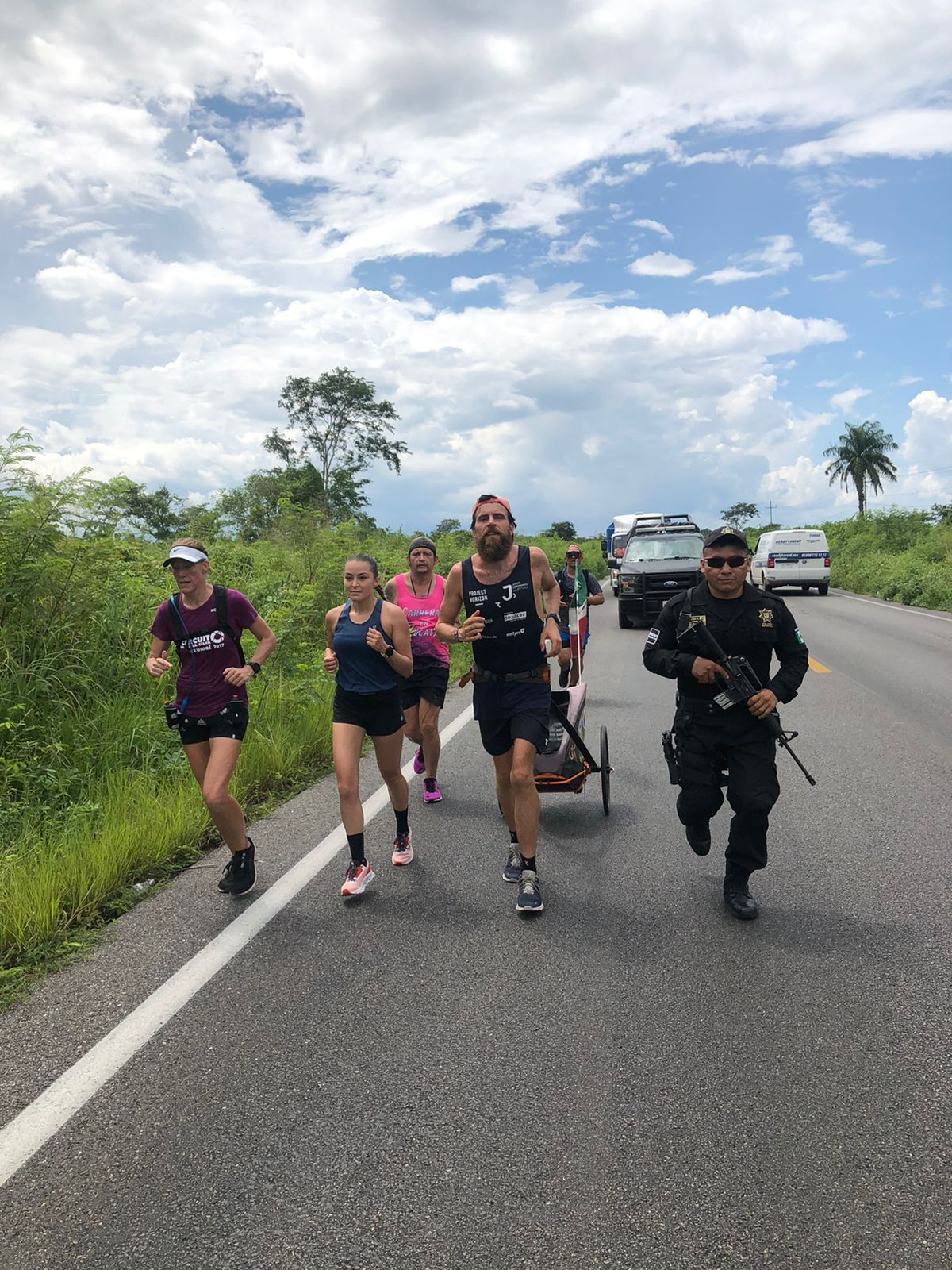
Jonas Deichmann w Meksyku (2021)

- The Limit is Just Me(inne języki)
- Cape to Cape(inne języki)